# Giro d’Italia 2024
Giro d’Italia 2024 var den 107:e upplagan av det italienska etapploppet Giro d’Italia. Cykelloppets 21 etapper kördes mellan den 4 och 26 maj 2024 med start i Venaria Reale och målgång i Rom. Loppet var en del av UCI World Tour 2024 och vanns av slovenska Tadej Pogačar från cykelstallet UAE Team Emirates.

## Deltagande lag
| WorldTeams (18)- Alpecin-Deceuninck - Arkéa-B&B Hotels - Astana Qazaqstan Team - Bahrain Victorious - Bora-Hansgrohe - Cofidis - Decathlon-AG2R La Mondiale - EF Education-EasyPost - Groupama-FDJ - Ineos Grenadiers - Intermarché-Wanty - Lidl-Trek - Movistar Team - Soudal Quick-Step - Team dsm-firmenich PostNL - Team Jayco AlUla - Team Visma \| Lease a Bike - UAE Team Emirates ProTeams (4)- Israel-Premier Tech - Polti Kometa - Tudor Pro Cycling Team - VF Group-Bardiani CSF-Faizané |
| |

## Etapper
| Etapp | Datum  | Start – mål                                      | type        | Distans (km) | Höjdskillnad (m) | Etappvinnare           | Totalledare      |
| ----- | ------ | ------------------------------------------------ | ----------- | ------------ | ---------------- | ---------------------- | ---------------- |
| 1     | 4 maj  | Venaria Reale – Turin                            |             | 140          | 1 850 m          | Jhonatan Narváez       | Jhonatan Narváez |
| 2     | 5 maj  | San Francesco al Campo – Sacro Monte di Oropa    | Kuperat     | 161          | 2 300 m          | Tadej Pogačar          | Tadej Pogačar    |
| 3     | 6 maj  | Novara – Fossano                                 | Flack etapp | 166          | 750 m            | Tim Merlier            | Tadej Pogačar    |
| 4     | 7 maj  | Acqui Terme – Andora                             |             | 190          | 1 700 m          | Jonathan Milan         | Tadej Pogačar    |
| 5     | 8 maj  | Genua – Lucca                                    |             | 178          | 1 700 m          | Benjamin Thomas        | Tadej Pogačar    |
| 6     | 9 maj  | Viareggio – Rapolano Terme                       |             | 180          | 1 900 m          | Pelayo Sánchez         | Tadej Pogačar    |
| 7     | 10 maj | Foligno – Perugia                                | Tempoetapp  | 40,6         | 400 m            | Tadej Pogačar          | Tadej Pogačar    |
| 8     | 11 maj | Spoleto – Prati di Tivo                          | Bergsetapp  | 152          | 3 850 m          | Tadej Pogačar          | Tadej Pogačar    |
| 9     | 12 maj | Avezzano – Neapel                                | Flack etapp | 214          | 1 300 m          | Olav Kooij             | Tadej Pogačar    |
|       | 13 maj | Vilodag                                          | Vilodag     |              |                  |                        |                  |
| 10    | 14 maj | Pompei – Cusano Mutri                            | Bergsetapp  | 142          | 2 850 m          | Valentin Paret-Peintre | Tadej Pogačar    |
| 11    | 15 maj | Foiano di Val Fortore – Francavilla al Mare      | Flack etapp | 207          | 1 850 m          | Jonathan Milan         | Tadej Pogačar    |
| 12    | 16 maj | Martinsicuro – Fano                              |             | 193          | 2 100 m          | Julian Alaphilippe     | Tadej Pogačar    |
| 13    | 17 maj | Riccione – Cento                                 | Flack etapp | 179          | 150 m            | Jonathan Milan         | Tadej Pogačar    |
| 14    | 18 maj | Castiglione delle Stiviere – Desenzano del Garda | Tempoetapp  | 31,2         | 100 m            | Filippo Ganna          | Tadej Pogačar    |
| 15    | 19 maj | Manerba del Garda – Livigno                      | Bergsetapp  | 222          | 5 400 m          | Tadej Pogačar          | Tadej Pogačar    |
|       | 20 maj | Vilodag                                          | Vilodag     |              |                  |                        |                  |
| 16    | 21 maj | Laas – Santa Cristina Gherdëina                  | Bergsetapp  | 118,4        | 2 151 m          | Tadej Pogačar          | Tadej Pogačar    |
| 17    | 22 maj | Sëlva – Brocon Pass                              | Bergsetapp  | 159          | 4 200 m          | Georg Steinhauser      | Tadej Pogačar    |
| 18    | 23 maj | Fiera di Primiero – Padua                        | Flack etapp | 178          | 550 m            | Tim Merlier            | Tadej Pogačar    |
| 19    | 24 maj | Mortegliano – Sappada                            | Kuperat     | 157          | 2 850 m          | Andrea Vendrame        | Tadej Pogačar    |
| 20    | 25 maj | Alpago – Bassano del Grappa                      | Bergsetapp  | 184          | 4 200 m          | Tadej Pogačar          | Tadej Pogačar    |
| 21    | 26 maj | Rom – Rom                                        | Flack etapp | 125          | 300 m            | Tim Merlier            | Tadej Pogačar    |

## Resultat

### Sammanlagt
| \| Totaltävlingen \| Totaltävlingen \| Totaltävlingen \| Totaltävlingen \| Totaltävlingen \| \| Cyklist \| Cyklist \| Lag \| Tid \| \| \| -------------- \| ---------------------- \| ----------------------------- \| -------------- \| -------------- \| \| 1. \| Tadej Pogačar \| UAE Team Emirates \| 79t 14' 03" \| \| \| 2. \| Daniel Martínez \| Bora-Hansgrohe \| + 9' 56" \| \| \| 3. \| Geraint Thomas \| Ineos Grenadiers \| + 10' 24" \| \| \| 4. \| Ben O'Connor \| Decathlon-AG2R La Mondiale \| + 12' 07" \| \| \| 5. \| Antonio Tiberi \| Bahrain Victorious \| + 12' 49" \| \| \| 6. \| Thymen Arensman \| Ineos Grenadiers \| + 14' 31" \| \| \| 7. \| Einer Rubio \| Movistar Team \| + 15' 52" \| \| \| 8. \| Jan Hirt \| Soudal Quick-Step \| + 18' 05" \| \| \| 9. \| Romain Bardet \| Team dsm-firmenich PostNL \| + 20' 32" \| \| \| 10. \| Michael Storer \| Tudor Pro Cycling Team \| + 21' 11" \| \| \| 11. \| Filippo Zana \| Team Jayco AlUla \| + 23' 59" \| \| \| 12. \| Lorenzo Fortunato \| Astana Qazaqstan Team \| + 26' 44" \| \| \| 13. \| Davide Piganzoli \| Team Polti Kometa \| + 32' 23" \| \| \| 14. \| Simon Geschke \| Cofidis \| + 33' 55" \| \| \| 15. \| Rafał Majka \| UAE Team Emirates \| + 37' 05" \| \| \| 16. \| Valentin Paret-Peintre \| Decathlon-AG2R La Mondiale \| + 43' 26" \| \| \| 17. \| Damiano Caruso \| Bahrain Victorious \| + 48' 16" \| \| \| 18. \| Luca Covili \| VF Group-Bardiani CSF-Faizanè \| + 51' 08" \| \| \| 19. \| Nairo Quintana \| Movistar Team \| + 54' 37" \| \| \| 20. \| Domenico Pozzovivo \| VF Group-Bardiani CSF-Faizanè \| + 56' 32" \| \| \| 21. \| Alex Baudin \| Decathlon-AG2R La Mondiale \| + 1t 00' 47" \| \| \| 22. \| Attila Valter \| Team Visma \\| Lease a Bike \| + 1t 04' 46" \| \| \| 23. \| Nicola Conci \| Alpecin-Deceuninck \| + 1t 09' 10" \| \| \| 24. \| Giovanni Aleotti \| Bora-Hansgrohe \| + 1t 13' 03" \| \| \| 25. \| Michel Ries \| Arkéa-B&B Hotels \| + 1t 20' 06" \| \| |                        |                               |              |
| |                        |                               |              |
| Källa: ProCyclingStats |                        |                               |              |
| Totaltävlingen |                        |                               |              |
| Cyklist | Cyklist                | Lag                           | Tid          |
| 1. | Tadej Pogačar          | UAE Team Emirates             | 79t 14' 03"  |
| 2. | Daniel Martínez        | Bora-Hansgrohe                | + 9' 56"     |
| 3. | Geraint Thomas         | Ineos Grenadiers              | + 10' 24"    |
| 4. | Ben O'Connor           | Decathlon-AG2R La Mondiale    | + 12' 07"    |
| 5. | Antonio Tiberi         | Bahrain Victorious            | + 12' 49"    |
| 6. | Thymen Arensman        | Ineos Grenadiers              | + 14' 31"    |
| 7. | Einer Rubio            | Movistar Team                 | + 15' 52"    |
| 8. | Jan Hirt               | Soudal Quick-Step             | + 18' 05"    |
| 9. | Romain Bardet          | Team dsm-firmenich PostNL     | + 20' 32"    |
| 10. | Michael Storer         | Tudor Pro Cycling Team        | + 21' 11"    |
| 11. | Filippo Zana           | Team Jayco AlUla              | + 23' 59"    |
| 12. | Lorenzo Fortunato      | Astana Qazaqstan Team         | + 26' 44"    |
| 13. | Davide Piganzoli       | Team Polti Kometa             | + 32' 23"    |
| 14. | Simon Geschke          | Cofidis                       | + 33' 55"    |
| 15. | Rafał Majka            | UAE Team Emirates             | + 37' 05"    |
| 16. | Valentin Paret-Peintre | Decathlon-AG2R La Mondiale    | + 43' 26"    |
| 17. | Damiano Caruso         | Bahrain Victorious            | + 48' 16"    |
| 18. | Luca Covili            | VF Group-Bardiani CSF-Faizanè | + 51' 08"    |
| 19. | Nairo Quintana         | Movistar Team                 | + 54' 37"    |
| 20. | Domenico Pozzovivo     | VF Group-Bardiani CSF-Faizanè | + 56' 32"    |
| 21. | Alex Baudin            | Decathlon-AG2R La Mondiale    | + 1t 00' 47" |
| 22. | Attila Valter          | Team Visma \| Lease a Bike    | + 1t 04' 46" |
| 23. | Nicola Conci           | Alpecin-Deceuninck            | + 1t 09' 10" |
| 24. | Giovanni Aleotti       | Bora-Hansgrohe                | + 1t 13' 03" |
| 25. | Michel Ries            | Arkéa-B&B Hotels              | + 1t 20' 06" |

### Övriga tävlingar
| Poängtävlingen | Poängtävlingen        | Poängtävlingen                | Poängtävlingen | Poängtävlingen |
| Cyklist        | Cyklist               | Lag                           | Poäng          |                |
| -------------- | --------------------- | ----------------------------- | -------------- | -------------- |
| 1.             | Jonathan Milan        | Lidl-Trek                     | 352 poäng      |                |
| 2.             | Kaden Groves          | Alpecin-Deceuninck            | 225 poäng      |                |
| 3.             | Tim Merlier           | Soudal Quick-Step             | 193 poäng      |                |
| 4.             | Julian Alaphilippe    | Soudal Quick-Step             | 132 poäng      |                |
| 5.             | Tadej Pogačar         | UAE Team Emirates             | 126 poäng      |                |
| 6.             | Andrea Pietrobon      | Team Polti Kometa             | 117 poäng      |                |
| 7.             | Filippo Fiorelli      | VF Group-Bardiani CSF-Faizanè | 116 poäng      |                |
| 8.             | Davide Ballerini      | Astana Qazaqstan Team         | 84 poäng       |                |
| 9.             | Jhonatan Narváez      | Ineos Grenadiers              | 80 poäng       |                |
| 10.            | Stanisław Aniołkowski | Cofidis                       | 78 poäng       |                |

| Poängtävlingen | Poängtävlingen        | Poängtävlingen                | Poängtävlingen | Poängtävlingen |
| Cyklist        | Cyklist               | Lag                           | Poäng          |                |
| -------------- | --------------------- | ----------------------------- | -------------- | -------------- |
| 1.             | Jonathan Milan        | Lidl-Trek                     | 352 poäng      |                |
| 2.             | Kaden Groves          | Alpecin-Deceuninck            | 225 poäng      |                |
| 3.             | Tim Merlier           | Soudal Quick-Step             | 193 poäng      |                |
| 4.             | Julian Alaphilippe    | Soudal Quick-Step             | 132 poäng      |                |
| 5.             | Tadej Pogačar         | UAE Team Emirates             | 126 poäng      |                |
| 6.             | Andrea Pietrobon      | Team Polti Kometa             | 117 poäng      |                |
| 7.             | Filippo Fiorelli      | VF Group-Bardiani CSF-Faizanè | 116 poäng      |                |
| 8.             | Davide Ballerini      | Astana Qazaqstan Team         | 84 poäng       |                |
| 9.             | Jhonatan Narváez      | Ineos Grenadiers              | 80 poäng       |                |
| 10.            | Stanisław Aniołkowski | Cofidis                       | 78 poäng       |                |

| Bergstävlingen | Bergstävlingen         | Bergstävlingen                | Bergstävlingen | Bergstävlingen |
| Cyklist        | Cyklist                | Lag                           | Poäng          |                |
| -------------- | ---------------------- | ----------------------------- | -------------- | -------------- |
| 1.             | Tadej Pogačar          | UAE Team Emirates             | 270 poäng      |                |
| 2.             | Giulio Pellizzari      | VF Group-Bardiani CSF-Faizanè | 206 poäng      |                |
| 3.             | Georg Steinhauser      | EF Education-EasyPost         | 153 poäng      |                |
| 4.             | Nairo Quintana         | Movistar Team                 | 114 poäng      |                |
| 5.             | Julian Alaphilippe     | Soudal Quick-Step             | 101 poäng      |                |
| 6.             | Daniel Martínez        | Bora-Hansgrohe                | 81 poäng       |                |
| 7.             | Simon Geschke          | Cofidis                       | 78 poäng       |                |
| 8.             | Valentin Paret-Peintre | Decathlon-AG2R La Mondiale    | 59 poäng       |                |
| 9.             | Romain Bardet          | Team dsm-firmenich PostNL     | 47 poäng       |                |
| 10.            | Amanuel Gebrezgabihier | Lidl-Trek                     | 42 poäng       |                |

| Bergstävlingen | Bergstävlingen         | Bergstävlingen                | Bergstävlingen | Bergstävlingen |
| Cyklist        | Cyklist                | Lag                           | Poäng          |                |
| -------------- | ---------------------- | ----------------------------- | -------------- | -------------- |
| 1.             | Tadej Pogačar          | UAE Team Emirates             | 270 poäng      |                |
| 2.             | Giulio Pellizzari      | VF Group-Bardiani CSF-Faizanè | 206 poäng      |                |
| 3.             | Georg Steinhauser      | EF Education-EasyPost         | 153 poäng      |                |
| 4.             | Nairo Quintana         | Movistar Team                 | 114 poäng      |                |
| 5.             | Julian Alaphilippe     | Soudal Quick-Step             | 101 poäng      |                |
| 6.             | Daniel Martínez        | Bora-Hansgrohe                | 81 poäng       |                |
| 7.             | Simon Geschke          | Cofidis                       | 78 poäng       |                |
| 8.             | Valentin Paret-Peintre | Decathlon-AG2R La Mondiale    | 59 poäng       |                |
| 9.             | Romain Bardet          | Team dsm-firmenich PostNL     | 47 poäng       |                |
| 10.            | Amanuel Gebrezgabihier | Lidl-Trek                     | 42 poäng       |                |

| Ungdomstävlingen | Ungdomstävlingen       | Ungdomstävlingen           | Ungdomstävlingen | Ungdomstävlingen |
| Cyklist          | Cyklist                | Lag                        | Tid              |                  |
| ---------------- | ---------------------- | -------------------------- | ---------------- | ---------------- |
| 1.               | Antonio Tiberi         | Bahrain Victorious         | 79t 26' 52"      |                  |
| 2.               | Thymen Arensman        | Ineos Grenadiers           | + 1' 42"         |                  |
| 3.               | Filippo Zana           | Team Jayco AlUla           | + 11' 10"        |                  |
| 4.               | Davide Piganzoli       | Team Polti Kometa          | + 19' 34"        |                  |
| 5.               | Valentin Paret-Peintre | Decathlon-AG2R La Mondiale | + 30' 37"        |                  |
| 6.               | Alex Baudin            | Decathlon-AG2R La Mondiale | + 47' 58"        |                  |
| 7.               | Giovanni Aleotti       | Bora-Hansgrohe             | + 1t 00' 14"     |                  |
| 8.               | Edoardo Zambanini      | Bahrain Victorious         | + 1t 13' 07"     |                  |
| 9.               | Kevin Vermaerke        | Team dsm-firmenich PostNL  | + 1t 20' 52"     |                  |
| 10.              | Mauri Vansevenant      | Soudal Quick-Step          | + 1t 34' 54"     |                  |

| Ungdomstävlingen | Ungdomstävlingen       | Ungdomstävlingen           | Ungdomstävlingen | Ungdomstävlingen |
| Cyklist          | Cyklist                | Lag                        | Tid              |                  |
| ---------------- | ---------------------- | -------------------------- | ---------------- | ---------------- |
| 1.               | Antonio Tiberi         | Bahrain Victorious         | 79t 26' 52"      |                  |
| 2.               | Thymen Arensman        | Ineos Grenadiers           | + 1' 42"         |                  |
| 3.               | Filippo Zana           | Team Jayco AlUla           | + 11' 10"        |                  |
| 4.               | Davide Piganzoli       | Team Polti Kometa          | + 19' 34"        |                  |
| 5.               | Valentin Paret-Peintre | Decathlon-AG2R La Mondiale | + 30' 37"        |                  |
| 6.               | Alex Baudin            | Decathlon-AG2R La Mondiale | + 47' 58"        |                  |
| 7.               | Giovanni Aleotti       | Bora-Hansgrohe             | + 1t 00' 14"     |                  |
| 8.               | Edoardo Zambanini      | Bahrain Victorious         | + 1t 13' 07"     |                  |
| 9.               | Kevin Vermaerke        | Team dsm-firmenich PostNL  | + 1t 20' 52"     |                  |
| 10.              | Mauri Vansevenant      | Soudal Quick-Step          | + 1t 34' 54"     |                  |

| Lagtävlingen | Lagtävlingen                  | Lagtävlingen | Lagtävlingen |
| Lag          | Lag                           | Tid          |              |
| ------------ | ----------------------------- | ------------ | ------------ |
| 1.           | Decathlon-AG2R La Mondiale    | 238t 30' 07" |              |
| 2.           | Ineos Grenadiers              | + 44' 23"    |              |
| 3.           | UAE Team Emirates             | + 1t 01' 50" |              |
| 4.           | Bahrain Victorious            | + 1t 20' 25" |              |
| 5.           | Movistar Team                 | + 1t 51' 00" |              |
| 6.           | Astana Qazaqstan Team         | + 1t 58' 31" |              |
| 7.           | VF Group-Bardiani CSF-Faizané | + 2t 16' 59" |              |
| 8.           | Team dsm-firmenich PostNL     | + 2t 18' 50" |              |
| 9.           | Bora-Hansgrohe                | + 2t 45' 37" |              |
| 10.          | Soudal Quick-Step             | + 2t 58' 22" |              |

| Lagtävlingen | Lagtävlingen                  | Lagtävlingen | Lagtävlingen |
| Lag          | Lag                           | Tid          |              |
| ------------ | ----------------------------- | ------------ | ------------ |
| 1.           | Decathlon-AG2R La Mondiale    | 238t 30' 07" |              |
| 2.           | Ineos Grenadiers              | + 44' 23"    |              |
| 3.           | UAE Team Emirates             | + 1t 01' 50" |              |
| 4.           | Bahrain Victorious            | + 1t 20' 25" |              |
| 5.           | Movistar Team                 | + 1t 51' 00" |              |
| 6.           | Astana Qazaqstan Team         | + 1t 58' 31" |              |
| 7.           | VF Group-Bardiani CSF-Faizané | + 2t 16' 59" |              |
| 8.           | Team dsm-firmenich PostNL     | + 2t 18' 50" |              |
| 9.           | Bora-Hansgrohe                | + 2t 45' 37" |              |
| 10.          | Soudal Quick-Step             | + 2t 58' 22" |              |

## Startlista
| Ineos Grenadiers IGD | Ineos Grenadiers IGD              | Ineos Grenadiers IGD |
| -------------------- | --------------------------------- | -------------------- |
| #                    | Cyklist                           | Placering            |
| 1                    | Geraint Thomas (GBR)              | 3.                   |
| 2                    | Thymen Arensman (NED)             | 6.                   |
| 3                    | Tobias Foss (NOR)                 | 79.                  |
| 4                    | Filippo Ganna (ITA) (tempolopp)   | 101.                 |
| 5                    | Jhonatan Narváez (ECU) (landsväg) | 28.                  |
| 6                    | Magnus Sheffield (USA)            | 59.                  |
| 7                    | Ben Swift (GBR)                   | 58.                  |
| 8                    | Connor Swift (GBR)                | 83.                  |

| Alpecin-Deceuninck ADC | Alpecin-Deceuninck ADC      | Alpecin-Deceuninck ADC |
| ---------------------- | --------------------------- | ---------------------- |
| #                      | Cyklist                     | Placering              |
| 11                     | Kaden Groves (AUS)          | 91.                    |
| 12                     | Tobias Bayer (AUT)          | 96.                    |
| 13                     | Nicola Conci (ITA)          | 23.                    |
| 14                     | Quinten Hermans (BEL)       | 53.                    |
| 15                     | Jimmy Janssens (BEL)        | 84.                    |
| 16                     | Timo Kielich (BEL)          | 111.                   |
| 17                     | Edward Planckaert (BEL)     | 95.                    |
| 18                     | Fabio Van den Bossche (BEL) | 107.                   |

| Arkéa-B&B Hotels ARK | Arkéa-B&B Hotels ARK   | Arkéa-B&B Hotels ARK |
| -------------------- | ---------------------- | -------------------- |
| #                    | Cyklist                | Placering            |
| 21                   | Jenthe Biermans (BEL)  | DNS-16               |
| 22                   | Louis Barré (FRA)      | DNS-11               |
| 23                   | Ewen Costiou (FRA)     | 90.                  |
| 24                   | David Dekker (NED)     | DNF-17               |
| 25                   | Donavan Grondin (FRA)  | 119.                 |
| 26                   | Michel Ries (LUX)      | 25.                  |
| 27                   | Alan Riou (FRA)        | 142.                 |
| 28                   | Alessandro Verre (ITA) | 73.                  |

| Astana Qazaqstan Team AST | Astana Qazaqstan Team AST                      | Astana Qazaqstan Team AST |
| ------------------------- | ---------------------------------------------- | ------------------------- |
| #                         | Cyklist                                        | Placering                 |
| 31                        | Alexej Lutsenko (KAZ) (landsväg och tempolopp) | DNS-9                     |
| 32                        | Davide Ballerini (ITA)                         | 70.                       |
| 33                        | Lorenzo Fortunato (ITA)                        | 12.                       |
| 34                        | Max Kanter (GER)                               | DNS-10                    |
| 35                        | Henok Mulubrhan (ERI) (landsväg)               | 47.                       |
| 36                        | Vadim Pronskiy (KAZ)                           | DNS-15                    |
| 37                        | Christian Scaroni (ITA)                        | DNS-18                    |
| 38                        | Simone Velasco (ITA) (landsväg)                | 32.                       |

| Bora-Hansgrohe BOH | Bora-Hansgrohe BOH                | Bora-Hansgrohe BOH |
| ------------------ | --------------------------------- | ------------------ |
| #                  | Cyklist                           | Placering          |
| 41                 | Daniel Martínez (COL) (tempolopp) | 2.                 |
| 42                 | Giovanni Aleotti (ITA)            | 24.                |
| 43                 | Patrick Gamper (AUT)              | 86.                |
| 44                 | Jonas Koch (GER)                  | 100.               |
| 45                 | Florian Lipowitz (GER)            | DNS-6              |
| 46                 | Ryan Mullen (IRL) (tempolopp)     | 131.               |
| 47                 | Maximilian Schachmann (GER)       | 45.                |
| 48                 | Danny van Poppel (NED)            | DNS-16             |

| Cofidis COF | Cofidis COF                   | Cofidis COF |
| ----------- | ----------------------------- | ----------- |
| #           | Cyklist                       | Placering   |
| 51          | Stefano Oldani (ITA)          | DNS-11      |
| 52          | Stanisław Aniołkowski (POL)   | 129.        |
| 53          | Nicolas Debeaumarché (FRA)    | 114.        |
| 54          | Thomas Champion (FRA)         | 55.         |
| 55          | Rubén Fernández Andújar (ESP) | 54.         |
| 56          | Simon Geschke (GER)           | 14.         |
| 57          | Benjamin Thomas (FRA)         | DNF-16      |
| 58          | Harrison Wood (GBR)           | 66.         |

| Decathlon-AG2R La Mondiale DAT | Decathlon-AG2R La Mondiale DAT | Decathlon-AG2R La Mondiale DAT |
| ------------------------------ | ------------------------------ | ------------------------------ |
| #                              | Cyklist                        | Placering                      |
| 61                             | Ben O'Connor (AUS)             | 4.                             |
| 62                             | Alex Baudin (FRA)              | 21.                            |
| 63                             | Aurélien Paret-Peintre (FRA)   | 26.                            |
| 64                             | Valentin Paret-Peintre (FRA)   | 16.                            |
| 65                             | Damien Touzé (FRA)             | 69.                            |
| 66                             | Bastien Tronchon (FRA)         | 88.                            |
| 67                             | Andrea Vendrame (ITA)          | 46.                            |
| 68                             | Lawrence Warbasse (USA)        | 37.                            |

| EF Education-EasyPost EFE | EF Education-EasyPost EFE        | EF Education-EasyPost EFE |
| ------------------------- | -------------------------------- | ------------------------- |
| #                         | Cyklist                          | Placering                 |
| 71                        | Esteban Chaves (COL)             | 35.                       |
| 72                        | Jefferson Alexander Cepeda (ECU) | 71.                       |
| 73                        | Stefan de Bod (RSA)              | 80.                       |
| 74                        | Simon Carr (GBR)                 | DNF-3                     |
| 75                        | Mikkel Frølich Honoré (DEN)      | 62.                       |
| 76                        | Andrea Piccolo (ITA)             | DNF-19                    |
| 77                        | Georg Steinhauser (GER)          | 33.                       |
| 78                        | Michael Valgren (DEN)            | 38.                       |

| Groupama-FDJ GFC | Groupama-FDJ GFC      | Groupama-FDJ GFC |
| ---------------- | --------------------- | ---------------- |
| #                | Cyklist               | Placering        |
| 81               | Laurence Pithie (NZL) | 103.             |
| 82               | Lewis Askey (GBR)     | 93.              |
| 83               | Cyril Barthe (FRA)    | 72.              |
| 84               | Clément Davy (FRA)    | DNF-15           |
| 85               | Lorenzo Germani (ITA) | 87.              |
| 86               | Olivier Le Gac (FRA)  | 133.             |
| 87               | Fabian Lienhard (SUI) | 139.             |
| 88               | Enzo Paleni (FRA)     | 56.              |

| Intermarché-Wanty IWA | Intermarché-Wanty IWA                | Intermarché-Wanty IWA |
| --------------------- | ------------------------------------ | --------------------- |
| #                     | Cyklist                              | Placering             |
| 91                    | Biniam Girmay (ERI) (tempolopp)      | DNF-4                 |
| 92                    | Lilian Calmejane (FRA)               | 42.                   |
| 93                    | Kevin Colleoni (ITA)                 | 98.                   |
| 94                    | Dries De Pooter (BEL)                | 106.                  |
| 95                    | Madis Mihkels (EST)                  | 112.                  |
| 96                    | Adrien Petit (FRA)                   | DNF-5                 |
| 97                    | Dion Smith (NZL)                     | 89.                   |
| 98                    | Roel Daan van Sintmaartensdijk (NED) | 104.                  |

| Israel-Premier Tech IPT | Israel-Premier Tech IPT | Israel-Premier Tech IPT |
| ----------------------- | ----------------------- | ----------------------- |
| #                       | Cyklist                 | Placering               |
| 101                     | Michael Woods (CAN)     | DNS-6                   |
| 102                     | Simon Clarke (AUS)      | 97.                     |
| 103                     | Marco Frigo (ITA)       | 44.                     |
| 104                     | Hugo Hofstetter (FRA)   | 126.                    |
| 105                     | Riley Pickrell (CAN)    | DNS-6                   |
| 106                     | Nadav Raisberg (ISR)    | DNS-6                   |
| 107                     | Nick Schultz (AUS)      | DNS-19                  |
| 109                     | Ethan Vernon (GBR)      | DNS-10                  |

| Lidl-Trek LTK | Lidl-Trek LTK                | Lidl-Trek LTK |
| ------------- | ---------------------------- | ------------- |
| #             | Cyklist                      | Placering     |
| 111           | Jonathan Milan (ITA)         | 118.          |
| 112           | Andrea Bagioli (ITA)         | 65.           |
| 113           | Simone Consonni (ITA)        | 123.          |
| 114           | Amanuel Gebrezgabihier (ERI) | 63.           |
| 115           | Daan Hoole (NED)             | 132.          |
| 116           | Juan Pedro López (ESP)       | 39.           |
| 117           | Jasper Stuyven (BEL)         | 92.           |
| 118           | Edward Theuns (BEL)          | 113.          |

| Movistar Team MOV | Movistar Team MOV           | Movistar Team MOV |
| ----------------- | --------------------------- | ----------------- |
| #                 | Cyklist                     | Placering         |
| 121               | Nairo Quintana (COL)        | 19.               |
| 122               | Albert Torres Barceló (ESP) | 68.               |
| 123               | William Barta (USA)         | 50.               |
| 124               | Davide Cimolai (ITA)        | 134.              |
| 125               | Fernando Gaviria (COL)      | 137.              |
| 126               | Lorenzo Milesi (ITA)        | 85.               |
| 127               | Einer Rubio (COL)           | 7.                |
| 128               | Pelayo Sánchez (ESP)        | 40.               |

| Soudal Quick-Step SOQ | Soudal Quick-Step SOQ    | Soudal Quick-Step SOQ |
| --------------------- | ------------------------ | --------------------- |
| #                     | Cyklist                  | Placering             |
| 131                   | Julian Alaphilippe (FRA) | 48.                   |
| 132                   | Josef Černý (CZE)        | 141.                  |
| 133                   | Jan Hirt (CZE)           | 8.                    |
| 134                   | Luke Lamperti (USA)      | 117.                  |
| 135                   | Tim Merlier (BEL)        | 138.                  |
| 136                   | Pieter Serry (BEL)       | 78.                   |
| 137                   | Bert Van Lerberghe (BEL) | 135.                  |
| 138                   | Mauri Vansevenant (BEL)  | 30.                   |

| Team dsm-firmenich PostNL DFP | Team dsm-firmenich PostNL DFP | Team dsm-firmenich PostNL DFP |
| ----------------------------- | ----------------------------- | ----------------------------- |
| #                             | Cyklist                       | Placering                     |
| 141                           | Romain Bardet (FRA)           | 9.                            |
| 142                           | Tobias Lund Andresen (DEN)    | 140.                          |
| 143                           | Chris Hamilton (AUS)          | 36.                           |
| 144                           | Fabio Jakobsen (NED)          | DNS-12                        |
| 145                           | Gijs Leemreize (NED)          | 43.                           |
| 146                           | Julius van den Berg (NED)     | DNF-16                        |
| 147                           | Kevin Vermaerke (USA)         | 29.                           |
| 148                           | Bram Welten (NED)             | DNS-4                         |

| Team Jayco AlUla JAY | Team Jayco AlUla JAY                      | Team Jayco AlUla JAY |
| -------------------- | ----------------------------------------- | -------------------- |
| #                    | Cyklist                                   | Placering            |
| 151                  | Alessandro De Marchi (ITA)                | 51.                  |
| 152                  | Edward Dunbar (IRL)                       | DNS-3                |
| 153                  | Caleb Ewan (AUS)                          | 120.                 |
| 154                  | Michael Hepburn (AUS)                     | 115.                 |
| 155                  | Luka Mezgec (SLO)                         | DNS-14               |
| 156                  | Luke Plapp (AUS) (landsväg och tempolopp) | 52.                  |
| 157                  | Max Walscheid (GER)                       | 127.                 |
| 158                  | Filippo Zana (ITA)                        | 11.                  |

| Team Polti Kometa PTK | Team Polti Kometa PTK  | Team Polti Kometa PTK |
| --------------------- | ---------------------- | --------------------- |
| #                     | Cyklist                | Placering             |
| 161                   | Matteo Fabbro (ITA)    | 94.                   |
| 162                   | Davide Bais (ITA)      | 76.                   |
| 163                   | Mattia Bais (ITA)      | 61.                   |
| 164                   | Giovanni Lonardi (ITA) | 128.                  |
| 165                   | Mirco Maestri (ITA)    | 60.                   |
| 166                   | Andrea Pietrobon (ITA) | 109.                  |
| 167                   | Davide Piganzoli (ITA) | 13.                   |
| 168                   | Francisco Muñoz (ESP)  | 122.                  |

| Team Visma \| Lease a Bike TVL | Team Visma \| Lease a Bike TVL               | Team Visma \| Lease a Bike TVL |
| ------------------------------ | -------------------------------------------- | ------------------------------ |
| #                              | Cyklist                                      | Placering                      |
| 171                            | Christophe Laporte (FRA) (landsväg)          | DNS-8                          |
| 172                            | Edoardo Affini (ITA)                         | 130.                           |
| 173                            | Tim van Dijke (NED)                          | 105.                           |
| 174                            | Robert Gesink (NED)                          | DNS-2                          |
| 175                            | Olav Kooij (NED)                             | DNS-10                         |
| 176                            | Jan Tratnik (SLO)                            | 34.                            |
| 177                            | Cian Uijtdebroeks (BEL)                      | DNS-11                         |
| 178                            | Attila Valter (HUN) (landsväg och tempolopp) | 22.                            |

| Tudor Pro Cycling Team TUD | Tudor Pro Cycling Team TUD   | Tudor Pro Cycling Team TUD |
| -------------------------- | ---------------------------- | -------------------------- |
| #                          | Cyklist                      | Placering                  |
| 181                        | Matteo Trentin (ITA)         | 82.                        |
| 182                        | Alberto Dainese (ITA)        | 116.                       |
| 183                        | Robin Froidevaux (SUI)       | 136.                       |
| 184                        | Alexander Kamp Egested (DEN) | 110.                       |
| 185                        | Alexander Krieger (GER)      | DNF-9                      |
| 186                        | Marius Mayrhofer (GER)       | DNS-10                     |
| 187                        | Michael Storer (AUS)         | 10.                        |
| 188                        | Florian Stork (GER)          | 74.                        |

| UAE Team Emirates UAD | UAE Team Emirates UAD                        | UAE Team Emirates UAD |
| --------------------- | -------------------------------------------- | --------------------- |
| #                     | Cyklist                                      | Placering             |
| 191                   | Tadej Pogačar (SLO) (landsväg och tempolopp) | 1.                    |
| 192                   | Rui Oliveira (POR)                           | 121.                  |
| 193                   | Mikkel Bjerg (DEN)                           | 108.                  |
| 194                   | Felix Großschartner (AUT)                    | 31.                   |
| 195                   | Vegard Stake Laengen (NOR)                   | 75.                   |
| 196                   | Rafał Majka (POL)                            | 15.                   |
| 197                   | Juan Sebastián Molano (COL)                  | 125.                  |
| 198                   | Domen Novak (SLO)                            | 67.                   |

| VF Group-Bardiani CSF-Faizanè VBF | VF Group-Bardiani CSF-Faizanè VBF | VF Group-Bardiani CSF-Faizanè VBF |
| --------------------------------- | --------------------------------- | --------------------------------- |
| #                                 | Cyklist                           | Placering                         |
| 201                               | Domenico Pozzovivo (ITA)          | 20.                               |
| 202                               | Luca Covili (ITA)                 | 18.                               |
| 203                               | Filippo Fiorelli (ITA)            | 77.                               |
| 204                               | Martin Marcellusi (ITA)           | 99.                               |
| 205                               | Manuele Tarozzi (ITA)             | 102.                              |
| 206                               | Giulio Pellizzari (ITA)           | 49.                               |
| 207                               | Alessandro Tonelli (ITA)          | 41.                               |
| 208                               | Enrico Zanoncello (ITA)           | 124.                              |

| Bahrain Victorious TBV | Bahrain Victorious TBV  | Bahrain Victorious TBV |
| ---------------------- | ----------------------- | ---------------------- |
| #                      | Cyklist                 | Placering              |
| 211                    | Antonio Tiberi (ITA)    | 4.                     |
| 212                    | Rainer Kepplinger (AUT) | 64.                    |
| 213                    | Phil Bauhaus (GER)      | DNS-14                 |
| 214                    | Damiano Caruso (ITA)    | 17.                    |
| 215                    | Andrea Pasqualon (ITA)  | 81.                    |
| 216                    | Edoardo Zambanini (ITA) | 27.                    |
| 217                    | Jasha Sütterlin (GER)   | 57.                    |
| 218                    | Torstein Træen (NOR)    | DNF-4                  |

| Ineos Grenadiers IGD | Ineos Grenadiers IGD              | Ineos Grenadiers IGD |
| -------------------- | --------------------------------- | -------------------- |
| #                    | Cyklist                           | Placering            |
| 1                    | Geraint Thomas (GBR)              | 3.                   |
| 2                    | Thymen Arensman (NED)             | 6.                   |
| 3                    | Tobias Foss (NOR)                 | 79.                  |
| 4                    | Filippo Ganna (ITA) (tempolopp)   | 101.                 |
| 5                    | Jhonatan Narváez (ECU) (landsväg) | 28.                  |
| 6                    | Magnus Sheffield (USA)            | 59.                  |
| 7                    | Ben Swift (GBR)                   | 58.                  |
| 8                    | Connor Swift (GBR)                | 83.                  |

| Alpecin-Deceuninck ADC | Alpecin-Deceuninck ADC      | Alpecin-Deceuninck ADC |
| ---------------------- | --------------------------- | ---------------------- |
| #                      | Cyklist                     | Placering              |
| 11                     | Kaden Groves (AUS)          | 91.                    |
| 12                     | Tobias Bayer (AUT)          | 96.                    |
| 13                     | Nicola Conci (ITA)          | 23.                    |
| 14                     | Quinten Hermans (BEL)       | 53.                    |
| 15                     | Jimmy Janssens (BEL)        | 84.                    |
| 16                     | Timo Kielich (BEL)          | 111.                   |
| 17                     | Edward Planckaert (BEL)     | 95.                    |
| 18                     | Fabio Van den Bossche (BEL) | 107.                   |

| Arkéa-B&B Hotels ARK | Arkéa-B&B Hotels ARK   | Arkéa-B&B Hotels ARK |
| -------------------- | ---------------------- | -------------------- |
| #                    | Cyklist                | Placering            |
| 21                   | Jenthe Biermans (BEL)  | DNS-16               |
| 22                   | Louis Barré (FRA)      | DNS-11               |
| 23                   | Ewen Costiou (FRA)     | 90.                  |
| 24                   | David Dekker (NED)     | DNF-17               |
| 25                   | Donavan Grondin (FRA)  | 119.                 |
| 26                   | Michel Ries (LUX)      | 25.                  |
| 27                   | Alan Riou (FRA)        | 142.                 |
| 28                   | Alessandro Verre (ITA) | 73.                  |

| Astana Qazaqstan Team AST | Astana Qazaqstan Team AST                      | Astana Qazaqstan Team AST |
| ------------------------- | ---------------------------------------------- | ------------------------- |
| #                         | Cyklist                                        | Placering                 |
| 31                        | Alexej Lutsenko (KAZ) (landsväg och tempolopp) | DNS-9                     |
| 32                        | Davide Ballerini (ITA)                         | 70.                       |
| 33                        | Lorenzo Fortunato (ITA)                        | 12.                       |
| 34                        | Max Kanter (GER)                               | DNS-10                    |
| 35                        | Henok Mulubrhan (ERI) (landsväg)               | 47.                       |
| 36                        | Vadim Pronskiy (KAZ)                           | DNS-15                    |
| 37                        | Christian Scaroni (ITA)                        | DNS-18                    |
| 38                        | Simone Velasco (ITA) (landsväg)                | 32.                       |

| Bora-Hansgrohe BOH | Bora-Hansgrohe BOH                | Bora-Hansgrohe BOH |
| ------------------ | --------------------------------- | ------------------ |
| #                  | Cyklist                           | Placering          |
| 41                 | Daniel Martínez (COL) (tempolopp) | 2.                 |
| 42                 | Giovanni Aleotti (ITA)            | 24.                |
| 43                 | Patrick Gamper (AUT)              | 86.                |
| 44                 | Jonas Koch (GER)                  | 100.               |
| 45                 | Florian Lipowitz (GER)            | DNS-6              |
| 46                 | Ryan Mullen (IRL) (tempolopp)     | 131.               |
| 47                 | Maximilian Schachmann (GER)       | 45.                |
| 48                 | Danny van Poppel (NED)            | DNS-16             |

| Cofidis COF | Cofidis COF                   | Cofidis COF |
| ----------- | ----------------------------- | ----------- |
| #           | Cyklist                       | Placering   |
| 51          | Stefano Oldani (ITA)          | DNS-11      |
| 52          | Stanisław Aniołkowski (POL)   | 129.        |
| 53          | Nicolas Debeaumarché (FRA)    | 114.        |
| 54          | Thomas Champion (FRA)         | 55.         |
| 55          | Rubén Fernández Andújar (ESP) | 54.         |
| 56          | Simon Geschke (GER)           | 14.         |
| 57          | Benjamin Thomas (FRA)         | DNF-16      |
| 58          | Harrison Wood (GBR)           | 66.         |

| Decathlon-AG2R La Mondiale DAT | Decathlon-AG2R La Mondiale DAT | Decathlon-AG2R La Mondiale DAT |
| ------------------------------ | ------------------------------ | ------------------------------ |
| #                              | Cyklist                        | Placering                      |
| 61                             | Ben O'Connor (AUS)             | 4.                             |
| 62                             | Alex Baudin (FRA)              | 21.                            |
| 63                             | Aurélien Paret-Peintre (FRA)   | 26.                            |
| 64                             | Valentin Paret-Peintre (FRA)   | 16.                            |
| 65                             | Damien Touzé (FRA)             | 69.                            |
| 66                             | Bastien Tronchon (FRA)         | 88.                            |
| 67                             | Andrea Vendrame (ITA)          | 46.                            |
| 68                             | Lawrence Warbasse (USA)        | 37.                            |

| EF Education-EasyPost EFE | EF Education-EasyPost EFE        | EF Education-EasyPost EFE |
| ------------------------- | -------------------------------- | ------------------------- |
| #                         | Cyklist                          | Placering                 |
| 71                        | Esteban Chaves (COL)             | 35.                       |
| 72                        | Jefferson Alexander Cepeda (ECU) | 71.                       |
| 73                        | Stefan de Bod (RSA)              | 80.                       |
| 74                        | Simon Carr (GBR)                 | DNF-3                     |
| 75                        | Mikkel Frølich Honoré (DEN)      | 62.                       |
| 76                        | Andrea Piccolo (ITA)             | DNF-19                    |
| 77                        | Georg Steinhauser (GER)          | 33.                       |
| 78                        | Michael Valgren (DEN)            | 38.                       |

| Groupama-FDJ GFC | Groupama-FDJ GFC      | Groupama-FDJ GFC |
| ---------------- | --------------------- | ---------------- |
| #                | Cyklist               | Placering        |
| 81               | Laurence Pithie (NZL) | 103.             |
| 82               | Lewis Askey (GBR)     | 93.              |
| 83               | Cyril Barthe (FRA)    | 72.              |
| 84               | Clément Davy (FRA)    | DNF-15           |
| 85               | Lorenzo Germani (ITA) | 87.              |
| 86               | Olivier Le Gac (FRA)  | 133.             |
| 87               | Fabian Lienhard (SUI) | 139.             |
| 88               | Enzo Paleni (FRA)     | 56.              |

| Intermarché-Wanty IWA | Intermarché-Wanty IWA                | Intermarché-Wanty IWA |
| --------------------- | ------------------------------------ | --------------------- |
| #                     | Cyklist                              | Placering             |
| 91                    | Biniam Girmay (ERI) (tempolopp)      | DNF-4                 |
| 92                    | Lilian Calmejane (FRA)               | 42.                   |
| 93                    | Kevin Colleoni (ITA)                 | 98.                   |
| 94                    | Dries De Pooter (BEL)                | 106.                  |
| 95                    | Madis Mihkels (EST)                  | 112.                  |
| 96                    | Adrien Petit (FRA)                   | DNF-5                 |
| 97                    | Dion Smith (NZL)                     | 89.                   |
| 98                    | Roel Daan van Sintmaartensdijk (NED) | 104.                  |

| Israel-Premier Tech IPT | Israel-Premier Tech IPT | Israel-Premier Tech IPT |
| ----------------------- | ----------------------- | ----------------------- |
| #                       | Cyklist                 | Placering               |
| 101                     | Michael Woods (CAN)     | DNS-6                   |
| 102                     | Simon Clarke (AUS)      | 97.                     |
| 103                     | Marco Frigo (ITA)       | 44.                     |
| 104                     | Hugo Hofstetter (FRA)   | 126.                    |
| 105                     | Riley Pickrell (CAN)    | DNS-6                   |
| 106                     | Nadav Raisberg (ISR)    | DNS-6                   |
| 107                     | Nick Schultz (AUS)      | DNS-19                  |
| 109                     | Ethan Vernon (GBR)      | DNS-10                  |

| Lidl-Trek LTK | Lidl-Trek LTK                | Lidl-Trek LTK |
| ------------- | ---------------------------- | ------------- |
| #             | Cyklist                      | Placering     |
| 111           | Jonathan Milan (ITA)         | 118.          |
| 112           | Andrea Bagioli (ITA)         | 65.           |
| 113           | Simone Consonni (ITA)        | 123.          |
| 114           | Amanuel Gebrezgabihier (ERI) | 63.           |
| 115           | Daan Hoole (NED)             | 132.          |
| 116           | Juan Pedro López (ESP)       | 39.           |
| 117           | Jasper Stuyven (BEL)         | 92.           |
| 118           | Edward Theuns (BEL)          | 113.          |

| Movistar Team MOV | Movistar Team MOV           | Movistar Team MOV |
| ----------------- | --------------------------- | ----------------- |
| #                 | Cyklist                     | Placering         |
| 121               | Nairo Quintana (COL)        | 19.               |
| 122               | Albert Torres Barceló (ESP) | 68.               |
| 123               | William Barta (USA)         | 50.               |
| 124               | Davide Cimolai (ITA)        | 134.              |
| 125               | Fernando Gaviria (COL)      | 137.              |
| 126               | Lorenzo Milesi (ITA)        | 85.               |
| 127               | Einer Rubio (COL)           | 7.                |
| 128               | Pelayo Sánchez (ESP)        | 40.               |

| Soudal Quick-Step SOQ | Soudal Quick-Step SOQ    | Soudal Quick-Step SOQ |
| --------------------- | ------------------------ | --------------------- |
| #                     | Cyklist                  | Placering             |
| 131                   | Julian Alaphilippe (FRA) | 48.                   |
| 132                   | Josef Černý (CZE)        | 141.                  |
| 133                   | Jan Hirt (CZE)           | 8.                    |
| 134                   | Luke Lamperti (USA)      | 117.                  |
| 135                   | Tim Merlier (BEL)        | 138.                  |
| 136                   | Pieter Serry (BEL)       | 78.                   |
| 137                   | Bert Van Lerberghe (BEL) | 135.                  |
| 138                   | Mauri Vansevenant (BEL)  | 30.                   |

| Team dsm-firmenich PostNL DFP | Team dsm-firmenich PostNL DFP | Team dsm-firmenich PostNL DFP |
| ----------------------------- | ----------------------------- | ----------------------------- |
| #                             | Cyklist                       | Placering                     |
| 141                           | Romain Bardet (FRA)           | 9.                            |
| 142                           | Tobias Lund Andresen (DEN)    | 140.                          |
| 143                           | Chris Hamilton (AUS)          | 36.                           |
| 144                           | Fabio Jakobsen (NED)          | DNS-12                        |
| 145                           | Gijs Leemreize (NED)          | 43.                           |
| 146                           | Julius van den Berg (NED)     | DNF-16                        |
| 147                           | Kevin Vermaerke (USA)         | 29.                           |
| 148                           | Bram Welten (NED)             | DNS-4                         |

| Team Jayco AlUla JAY | Team Jayco AlUla JAY                      | Team Jayco AlUla JAY |
| -------------------- | ----------------------------------------- | -------------------- |
| #                    | Cyklist                                   | Placering            |
| 151                  | Alessandro De Marchi (ITA)                | 51.                  |
| 152                  | Edward Dunbar (IRL)                       | DNS-3                |
| 153                  | Caleb Ewan (AUS)                          | 120.                 |
| 154                  | Michael Hepburn (AUS)                     | 115.                 |
| 155                  | Luka Mezgec (SLO)                         | DNS-14               |
| 156                  | Luke Plapp (AUS) (landsväg och tempolopp) | 52.                  |
| 157                  | Max Walscheid (GER)                       | 127.                 |
| 158                  | Filippo Zana (ITA)                        | 11.                  |

| Team Polti Kometa PTK | Team Polti Kometa PTK  | Team Polti Kometa PTK |
| --------------------- | ---------------------- | --------------------- |
| #                     | Cyklist                | Placering             |
| 161                   | Matteo Fabbro (ITA)    | 94.                   |
| 162                   | Davide Bais (ITA)      | 76.                   |
| 163                   | Mattia Bais (ITA)      | 61.                   |
| 164                   | Giovanni Lonardi (ITA) | 128.                  |
| 165                   | Mirco Maestri (ITA)    | 60.                   |
| 166                   | Andrea Pietrobon (ITA) | 109.                  |
| 167                   | Davide Piganzoli (ITA) | 13.                   |
| 168                   | Francisco Muñoz (ESP)  | 122.                  |

| Team Visma \| Lease a Bike TVL | Team Visma \| Lease a Bike TVL               | Team Visma \| Lease a Bike TVL |
| ------------------------------ | -------------------------------------------- | ------------------------------ |
| #                              | Cyklist                                      | Placering                      |
| 171                            | Christophe Laporte (FRA) (landsväg)          | DNS-8                          |
| 172                            | Edoardo Affini (ITA)                         | 130.                           |
| 173                            | Tim van Dijke (NED)                          | 105.                           |
| 174                            | Robert Gesink (NED)                          | DNS-2                          |
| 175                            | Olav Kooij (NED)                             | DNS-10                         |
| 176                            | Jan Tratnik (SLO)                            | 34.                            |
| 177                            | Cian Uijtdebroeks (BEL)                      | DNS-11                         |
| 178                            | Attila Valter (HUN) (landsväg och tempolopp) | 22.                            |

| Tudor Pro Cycling Team TUD | Tudor Pro Cycling Team TUD   | Tudor Pro Cycling Team TUD |
| -------------------------- | ---------------------------- | -------------------------- |
| #                          | Cyklist                      | Placering                  |
| 181                        | Matteo Trentin (ITA)         | 82.                        |
| 182                        | Alberto Dainese (ITA)        | 116.                       |
| 183                        | Robin Froidevaux (SUI)       | 136.                       |
| 184                        | Alexander Kamp Egested (DEN) | 110.                       |
| 185                        | Alexander Krieger (GER)      | DNF-9                      |
| 186                        | Marius Mayrhofer (GER)       | DNS-10                     |
| 187                        | Michael Storer (AUS)         | 10.                        |
| 188                        | Florian Stork (GER)          | 74.                        |

| UAE Team Emirates UAD | UAE Team Emirates UAD                        | UAE Team Emirates UAD |
| --------------------- | -------------------------------------------- | --------------------- |
| #                     | Cyklist                                      | Placering             |
| 191                   | Tadej Pogačar (SLO) (landsväg och tempolopp) | 1.                    |
| 192                   | Rui Oliveira (POR)                           | 121.                  |
| 193                   | Mikkel Bjerg (DEN)                           | 108.                  |
| 194                   | Felix Großschartner (AUT)                    | 31.                   |
| 195                   | Vegard Stake Laengen (NOR)                   | 75.                   |
| 196                   | Rafał Majka (POL)                            | 15.                   |
| 197                   | Juan Sebastián Molano (COL)                  | 125.                  |
| 198                   | Domen Novak (SLO)                            | 67.                   |

| VF Group-Bardiani CSF-Faizanè VBF | VF Group-Bardiani CSF-Faizanè VBF | VF Group-Bardiani CSF-Faizanè VBF |
| --------------------------------- | --------------------------------- | --------------------------------- |
| #                                 | Cyklist                           | Placering                         |
| 201                               | Domenico Pozzovivo (ITA)          | 20.                               |
| 202                               | Luca Covili (ITA)                 | 18.                               |
| 203                               | Filippo Fiorelli (ITA)            | 77.                               |
| 204                               | Martin Marcellusi (ITA)           | 99.                               |
| 205                               | Manuele Tarozzi (ITA)             | 102.                              |
| 206                               | Giulio Pellizzari (ITA)           | 49.                               |
| 207                               | Alessandro Tonelli (ITA)          | 41.                               |
| 208                               | Enrico Zanoncello (ITA)           | 124.                              |

| Bahrain Victorious TBV | Bahrain Victorious TBV  | Bahrain Victorious TBV |
| ---------------------- | ----------------------- | ---------------------- |
| #                      | Cyklist                 | Placering              |
| 211                    | Antonio Tiberi (ITA)    | 4.                     |
| 212                    | Rainer Kepplinger (AUT) | 64.                    |
| 213                    | Phil Bauhaus (GER)      | DNS-14                 |
| 214                    | Damiano Caruso (ITA)    | 17.                    |
| 215                    | Andrea Pasqualon (ITA)  | 81.                    |
| 216                    | Edoardo Zambanini (ITA) | 27.                    |
| 217                    | Jasha Sütterlin (GER)   | 57.                    |
| 218                    | Torstein Træen (NOR)    | DNF-4                  |

Förklaringar
DNF = Fullföljde inte, OTL = Utanför tidsgränsen, DNS = Startade inte, DSQ = Diskvalificerad